# دوس (مجموعه تلویزیونی)
دوس (انگلیسی: The Deuce) یک مجموعه تلویزیونی درام آمریکایی است که توسط دیوید سیمون و جورج پلگانوس ساخته شده‌است. داستان این مجموعه تلویزیونی در دهه ۱۹۷۰ و ۱۹۸۰ در شهر نیویورک رخ می‌دهد. فیلمبرداری قسمت آزمایشی این مجموعه اکتبر ۲۰۱۵ آغاز و در ژانویه سال ۲۰۱۶ به راه افتاد. این مجموعه تلویزیونی توسط اچ‌بی‌او در ایالات متحده پخش شد و در ۱۰ سپتامبر ۲۰۱۷ به نمایش درآمد. اچ‌بی‌او قسمت آزمایشی را از طریق سرویس‌های ویدئویی و ویدئو به‌درخواست در ۲۵ اوت ۲۰۱۷ در دسترس قرار داد.
نام سریال برگرفته از لقب خیابان چهل و دوم (منهتن) در نیویورک است که به «دوس» شهرت دارد.